# A Mentalidade Anticapitalista
A Mentalidade Anticapitalista (em inglês: The Anti-Capitalistic Mentality) é um livro do economista austríaco Ludwig von Mises, escrito em 1956.

## A Obra
O livro visa defender a economia e modo de produção capitalista ao mesmo tempo em que busca compreender a razão para o repúdio do sistema mais criticado do mundo. No livro, Mises afirma que "O preconceito e o fanatismo da opinião pública se manifestam com mais clareza pelo fato de ela vincular o adjetivo 'capitalista' exclusivamente às coisas abomináveis, e nunca àquelas que todos aprovam"
No livro, Mises procura mostrar que foi no capitalismo que as pessoas comuns alcançaram maior qualidade de vida e que a ascensão social e econômica é uma característica de sociedades capitalistas.

## Estrutura
O livro se divide em uma introdução e cinco capítulos:
- Introdução
- Capítulo 1 - As Características Sociais do Capitalismo e as Causas Psicológicas de seu Descrédito
- Capítulo 2 - A Filosofia do Homem Comum
- Capítulo 3 - A Literatura sob o Capitalismo
- Capítulo 4 - As Objeções não Econômicas ao Capitalismo
- Capítulo 5 - "Anticomunismo" Versus Capitalismo

## Críticas
A revista britânica The Economist chamou o livro de uma boba caricatura do liberalismo econômico e "um triste livrinho" que é dogmático de forma simplista e apresenta "superficialidade pretensiosa" em um tom abusivo. A resenha sugeriu que o livro iria receber "notas baixas se apresentado por um aluno do segundo ano de graduação para o seu tutor", e que "o caso para a liberdade... é mal servido" por um livro. Acusou Mises de usar a  falácia do espantalho e de ter desprezo para os fatos da natureza humana, comparando-no em esse respeito aos Marxistas. O comentarista conservador e ex-comunista Whittaker Chambers publicou da mesma forma uma crítica negativa na National Review, afirmando que a tese de Mises de que o sentimento anticapitalista estava enraizado na "inveja"  que tipificava a falta de conhecimento sobre conservadorismo